# Andrakammarvalet i Sverige 1964
Andrakammarvalet i Sverige 1964 till Sveriges riksdags andra kammare hölls den 20 september 1964.

## Valkampanjen
Valkampanjen var lugn ända tills Högerpartiets ledare Gunnar Heckscher på partistämman föreslog att ATP skulle utvidgas till att gälla även personer födda före 1896. Alla andra riksdagspartier motsatte sig detta.
Medborgerlig samling (MbS) var ett parti som endast ställde upp i fyrstadkretsen (Malmö, Lund, Landskrona, Helsingborg). Partiet skapades på initiativ från Sydsvenska Dagbladet. Tanken var att ena de borgerliga partierna och dra väljare från socialdemokraterna. Detta misslyckades, eftersom de borgerliga partierna inte kunde enas och ställde upp i valet var för sig. Den främsta förloraren blev Högerpartiet, som förlorade tre riksdagsmandat i fyrstadskretsen. MBS fick 27,0 % av rösterna i den valkretsen.
På partiernas valaffischer stod följande:
- Trygghet i en föränderlig värld - Socialdemokratin.
- Stärk oppositionen välj Folkpartiet.
- Stopp för skattehöjningar - Högerpartiet.
- ATP - pension åt fler - Högerpartiet.
- Tjäna, Äga, Trivas - Högerpartiet
- Socialistisk förnyelse - Kommunisterna.
- Med centern för allmän arbetslöshetsförsäkring.
- Rösta på KDS det nya alternativet.

## Valresultat
För samtliga genom valet invalda riksdagsmän, se Lista över ledamöter av Sveriges riksdags andra kammare 1965-1968.
| Parti                             | Parti                                                  | Partiledare                       | Röster             | Röster | Röster | Mandatfördelning | Mandatfördelning |
| Parti                             | Parti                                                  | Partiledare                       | Antal              | %      | +− %   | Antal            | +−               |
| --------------------------------- | ------------------------------------------------------ | --------------------------------- | ------------------ | ------ | ------ | ---------------- | ---------------- |
|                                   | Socialdemokraterna                                     | Tage Erlander                     | 2 006 923          | 47,3   | -0,5   | 113              | -1               |
|                                   | Folkpartiet                                            | Bertil Ohlin                      | 720 733            | 17,0   | -0,4   | 42               | +2               |
|                                   | Högerpartiet                                           | Gunnar Heckscher                  | 582 609            | 13,7   | −2,9   | 32               | −7               |
|                                   | Centerpartiet                                          | Gunnar Hedlund                    | 559 632            | 13,2   | -0,2   | 33               | −1               |
|                                   | Sveriges kommunistiska parti                           | C.-H. Hermansson                  | 221 746            | 5,2    | +0,7   | 8                | +3               |
|                                   | Kristen demokratisk samling                            | Birger Ekstedt                    | 75 389             | 1,8    | —      | —                | —                |
|                                   | Medborgerlig samling                                   | —                                 | 64 807             | 1,5    | —      | 3                | +3               |
|                                   | Mellanpartierna                                        | —                                 | 13 557             | 0,3    | —      | 2                | +2               |
|                                   | Övriga partier                                         | —                                 | 384                | 0,0    | —      | —                | —                |
|                                   | Socialistiska blocket (S + SKP)                        | —                                 | 2 228 669          | 52,5   | —      | 121              | —                |
|                                   | Borgerliga blocket (C + FP + H + Med-Sam. + Mel-Part.) | —                                 | 1 941 338          | 45,7   | —      | 112              | —                |
| Antal giltiga röster              | Antal giltiga röster                                   | Antal giltiga röster              | 4 245 780          | 100,0  |        | 233              | +1               |
| Ogiltiga röster                   | Ogiltiga röster                                        | Ogiltiga röster                   | 27 815             |        |        |                  |                  |
| Totalt (varav 182 599 poströster) | Totalt (varav 182 599 poströster)                      | Totalt (varav 182 599 poströster) | 4 273 595 (83,9 %) |        |        |                  |                  |

Det socialistiska blocket (SKP och S) fick sammanlagt 52,5 procent, och det borgerliga blocket (FP, C, H samt valkartellerna Medborgerlig samling och Mellanpartierna) fick sammanlagt 45,7 procent. Det socialistiska blocket hade alltså vunnit med en stor marginal på 6,8 procent.
Precis som vid förra valet fick Socialdemokraterna som ensamt parti ett mandat mer än vad den borgerliga oppositionen fick sammanlagt. Socialdemokraterna var därmed i stort sett oberoende av stöd från SKP vid voteringar.
Fotnot: Valkartellen Medborgerlig samling (MbS) fick 3 mandat och 64 807 röster. Mellanpartierna var den gemensamma partibeteckningen för Centerpartiet och Folkpartiet i Gotlands valkrets, där denna valkartell fick 2 mandat och 13 557 röster. De valda från dessa kartellers listor räknade sig som 3 centerpartister, 1 högerman och 1 folkpartist och fick gå med i respektive partiers riksdagsgrupper, förutom Bertil Rubin från Medborgerlig samling som räknade sig som centerpartist men som inte tilläts inträda Centerpartiets riksdagsgrupp.
Bland de invalda riksdagskandidaterna återfanns bland annat socialdemokraten Ingvar Carlsson.
Antalet röstberättigade var 5 095 850 personer.
Källa: 

## Regeringsbildning
Regeringen Erlander III satt kvar.